# Руссель, Агат
Агат Руссель (фр. Agathe Rousselle; 14 июня 1988) — французская актриса, журналистка, писательница, фотограф, модельер и модель. Наиболее известна благодаря главной роли в фильме «Титан» Жюлии Дюкурно. Соучредитель журнала «Peach».
В 2018 году Руссель заявила о своей небинарной гендерной идентичности.